# Un militant syndicaliste franco-polonais
 (avril 2019).
- Si vous ne connaissez pas le sujet, laissez ce bandeau (vous pouvez alors contacter les auteurs).
- Si vous supprimez le contenu mis en cause (vous pouvez préalablement contacter les auteurs),

argumentez précisément cette suppression dans la page de discussion
(un manque de référence n'est pas un argument ; une recherche réelle de référence doit avoir été effectuée, être formellement documentée).
Un militant syndicaliste franco-polonais : « la vie errante » de Thomas Olszanski (1886-1959) (titre original en polonais: Życie tułacze) est une autobiographie du syndicaliste polonais Thomas Olszanski parue dans sa langue d'origine en 1957. Il est traduit en français par Mylène Mihout et publié aux Presses Universitaires de Lille en 1993. 
Les mémoires de cet ouvrier polonais qui a « erré » de longues années entre la Pologne, l’Allemagne et la France, se lisent comme un roman, tout en permettant la mise en lumière de plusieurs aspects historiques. En effet, par son récit, Thomas Olzanski récite la vie de plusieurs milliers de garçons d’Europe centrale, contraints de migrer pour échapper à la misère. Comme lui, des milliers de Polonais arrivèrent en France pour travailler dans les mines de charbon et connurent les mêmes conditions de vie que lui.

## Les mémoires de Thomas Olszanski, 1886-1959

### Enfance
Tout d’abord, le récit de Thomas Olzanski est profondément marqué par sa terre d’origine : la Pologne. Tout au long de ses mémoires, la place de son origine dans son combat ne cessera de grandir pour rejoindre enfin à la fin de sa vie le Parti Ouvrier Polonais. Sa terre natale, que Mylène Mihout désigne par « Une terre de misère, une terre d’exode », joue donc une importance cruciale dans l’orientation de ses choix politiques, qui remontent à son adolescence. Fils de paysans sans terre en Galicie, le jeune Thomas vit dans la faim et la misère. La récurrence de l’importance de la nourriture nous révèle l’importance du pain, au jour le jour dans la vie de sa famille.  Ses parents représentent cette classe de paysans polonais soumis aux propriétaires terriens et qui n’ont pas de perspective d’amélioration de conditions de vie si ce n’est en se déplaçant de ville en ville dans l’espoir de trouver un travail un tant soit peu mieux payé. Cette mobilité intérieure est propre aux mouvements migratoires polonais qui étaient souvent temporaires, saisonniers. Leur extrême pauvreté mais aussi leur refus de voir leur fils quitter le foyer ou leur opposition à son travail dans la mine sont aussi révélateurs de l’image du travail industriel à leurs yeux. Thomas fait partie de cette première génération qui conçoit le travail industriel comme une manière d’échapper à la misère, là où ses parents lui font promettre de ne jamais mettre les pieds dans une mine. D’abord berger chez ses voisins, garçons de ferme chez d’autres, cordonnier, homme de ménage ou assistant d’un chirurgien toujours grâce à l’aide d’un cousin ou autre, ce n'est qu'après avoir épuisé toutes les possibilités de viabilité proposées par les membres de la parentèle familiale et par les voisins géographiques que Thomas quitte son pays. Son projet migratoire est centré sur l’Europe et l’Est : il a le projet très sérieux d’aller aux Amériques notamment.

### Arrivée en France
Le projet migratoire de Thomas s’oriente finalement vers les mines françaises, comme de très nombreux autres Polonais. La vie d’errance ne s’arrête cependant pas là. En effet, avec ses différents compagnons de voyage ils vont de mine en mine, avec cependant une forte tendance vers celles du Nord. Il se marie de manière « triplement endogame » (d’après l’expression de Janine Ponty) car il se marie avec une immigrée polonaise de son milieu social, et aux mêmes tendances idéologiques. Son foyer est composé de sa femme et de leurs cinq enfants. Les descriptions des baraquements, des pièces, du prix des locations, des salaires… sont très précises et donnent au lecteur un bon aperçu des conditions de vie des ouvriers étrangers en France. Ce récit de vie ne fait l’impasse sur aucun détail. De même, ses différentes mobilités en France révèlent des réalités économiques et sociales, comme lorsque par exemple il évoque la grande différence entre mines du nord et mines du sud de la France, que ce soit à l’égard de la matière première, de la manière dont est exploité l’espace ou des mineurs eux-mêmes (chapitre IX). Cependant, cette arrivée en France bien avant le grand flux d’ouvriers polonais de 1920 et indépendamment de tout recrutement collectif est aussi très atypique.Thomas Olzanski apprend le français et sa capacité à s’exprimer en français à l’inverse de la majorité des Polonais le distingue. Durant la guerre, il se différencie aussi des autres car il refuse de rentrer dans la Légion Étrangère et de se battre en Afrique. Il veut se battre en France ou dans une armée polonaise. L’obtention de la nationalité française achève de faire de lui un membre des communautés étrangères des mines à part. Il devient un véritable relais entre la C.G.T.U et les communautés polonaises, sa capacité s’exprimer dans les deux langues et la nationalité française qui le protège en font un camarade très actif et central. Car même si de nombreux ouvriers étrangers rejoignent la C.G.T.U son engagement politique le distinguent des autres.

#### Lutte des classes et communisme
Idéologiquement parlant, le livre est traversé d’une réflexion sur le socialisme scientifique, sur la littérature d’Engels, de Marx. Thomas Olzanski s’oppose là encore à la majorité de la main d’œuvre d’origine étrangère par ses lectures, ses connaissances notamment sur l’histoire de la Commune de Paris, l’histoire de la Pologne etc. Son ascension donc au sein du parti en font aussi un membre à part. Toute cette partie de sa vie est cependant décrite avec une systématisation et un manque de nuances. D’un côté, les « larbins du capital », les « barons du charbon », les « rois du fer et de l’acier » et de l’autre la classe ouvrière, toujours décrite comme une masse. Il n’y a pas d’entre deux, les forces qui interviennent sont soient bonnes (à l’image de la lutte des classes, seule et unique fin que doit viser tout ouvrier) ou mauvaises (la police, les réformistes, les capitalistes, les jaunes, les groupes nationalistes polonais etc). Cette grille manichéenne et communiste efface complètement les distinctions sociales liées à l’origine. Thomas Olzanski insiste beaucoup sur la solidarité franco-polonaise, par exemple. De la même manière, toutes les tentatives de l’État de créer de l’animosité entre les nationalités au sein du monde ouvrier sont toujours analysées par l’auteur et elles se révèlent être des stratégies bien inutiles face à l’internationalisme des ouvriers.  Le discours rapporté de toutes les conversations que Thomas Olzanski entretient à la mine avec des camarades, ou des ouvriers en doute peut être lu comme un discours dans le discours car il expose en détail l’idéologie socialiste et communiste de l’époque. On peut attribuer à ce livre une dimension presque didactique au regard de cette exposition de l’idéologie.

### Surveillance policière et dénaturalisation
À partir de 1923, la vie de Thomas Olzanski est plus celle d’un militant qu’un ouvrier. Il devient un sérieux membre de la Fédération des Mineurs de France en 1923 et a de nouvelles responsabilités. Comme tout militant étranger d’extrême gauche, malgré sa nationalité française, il fut l’objet d’une surveillance policière exemplaire. Ses prises de parole aux meetings, ses interventions… tout cela était rédigé comme en témoignent les différents éléments de son procès pour sa dénaturalisation. À l’image d’autres Polonais, Espagnols ou Italiens, il était jugé révolutionnaire et pour cette raison il a franchi les limites des politiques d’accueil françaises. De 1932 à 1934 il fut apatride et ce statut de « sans-patrie » est celui que connaissent de plus en plus de personnes dans l’entre-deux-guerres. Cette période est aussi marquée par l’afflux important de travailleurs immigrés en France, comme il le constate au long des chapitres qui y sont consacrés. L’aspect le plus atypique de la vie de Thomas Olzanski est sa dénaturalisation après vingt-cinq ans passés en France. Bien que légale, la procédure qui autorisa cela était très peu appliquée. La médiatisation de son procès est d’autant plus exceptionnelle, qu’elle suscita l’indignation générale et provoqua une forte mobilisation. Malgré cela, il fut bel et bien dénaturalisé puis objet d’un mandat d’expulsion. Thomas Olzanski entama alors une vie dans une « nouvelle peau ». puisque pendant sept mois, déguisé et méconnaissable, il vit clandestinement, continuant à intervenir en meetings et à mener son action révolutionnaire. Dans les chapitres qui évoquent cette vie clandestine, les différents acteurs éprouvent une grande sympathie à son égard et beaucoup l’aident. On peut lire aussi dans ces pages le certain acharnement de la police et des autorités à son égard qui veulent à tout prix mettre la main sur cet agitateur désormais étranger.

## Quelle source pour l'historien?

### La préface de Janine Ponty
D'après Janine Ponty, ce récit de vie ne serait donc ni complètement exemplaire, ni complètement atypique, mais serait singulier. Mais son histoire est d’autant plus rare qu’elle est couchée sur le papier, offrant ainsi un témoignage, une source à part. Ainsi, ce qui l’a poussé à écrire, des années plus tard, à tout réécrire depuis son enfance, c’est la variable qui nous pousse à accueillir le genre des mémoires sous couvert de critique historique. Ce récit de vie est d’autant plus d’une très forte actualité qu’il réveille la question essentielle aujourd’hui des conditions de vie et de reconnaissance des droits des étrangers en France. L’immigration étrangère massive et sa participation à la vie de la société française, en cette période de crise marquée par la montée des extrémistes, n’est pas sans rappeler notre situation actuelle.

### Le travail de Mylène Mihout
Mylène Mihout, à l’origine de la traduction de ce texte et auteure d’un document historique attaché, rappelle qu'il faut manipuler cette source avec précaution pour son caractère non objectif : le discours manichéen de Thomas Olzanski qui oppose systématiquement les « magnats du charbon et de l’acier » à la masse des classes ouvrières doit parfois être remis en perspective. 